# میکورووو
میکورووو (به لاتین: Mikorowo) یک روستا در لهستان است که در گمینا چارنا دانبرووکا واقع شده‌است. میکورووو ۲۵۶ نفر جمعیت دارد و ۹۹٫۲ متر بالاتر از سطح دریا واقع شده‌است.